# Дейна Уайт
Дейна Фредерик Уайт-младши (на английски: Dana Frederick White Jr.) е американски бизнесмен, настоящ президент на организацията по свободни боеве UFC, която към 2025 година се явява най-голямата организация за Смесени бойни изкуства (MMA) в света. Под ръководството на Уайт и братята Фертита, UFC прерасва в глобално многомилиардно предприятие, което притежава огромна популярност сред почитателите на бойните спортове.
Дейна, заедно с Братята Фертита и Крейг Пилигън е автор на популярното бойно реалити шоу на UFC – The Ultimate Fighter, което към 2019 година има 28 сезона.